# Richiamo d'amore
Il richiamo d'amore è il segnale uditivo utilizzato dagli animali per attirare i compagni. Può verificarsi sia nei maschi che nelle femmine. Inoltre, i richiami di d'amore sono spesso oggetto della scelta del compagno, in cui le preferenze di un genere per un certo tipo di richiami d'amore possono guidare la selezione sessuale in una specie. Ciò può provocare una speciazione simpatrica di alcuni animali, in cui due specie divergono l'una dall'altra pur vivendo nello stesso ambiente.
Esistono molti meccanismi diversi per produrre richiami d'amore, che possono essere ampiamente classificati in vocalizzazioni e richiami meccanici. Le vocalizzazioni sono considerate suoni prodotti dalla laringe e sono spesso osservate in specie di uccelli, mammiferi, anfibi e insetti. I richiami meccanici si riferiscono a qualsiasi altro tipo di suono che l'animale produce utilizzando parti del corpo uniche e/o strumenti per comunicare con potenziali compagni. Gli esempi includono i grilli che vibrano le ali, gli uccelli che sbattono le piume e le rane che usano una sacca d'aria al posto dei polmoni.

## Vocalizzazioni

### Uccelli

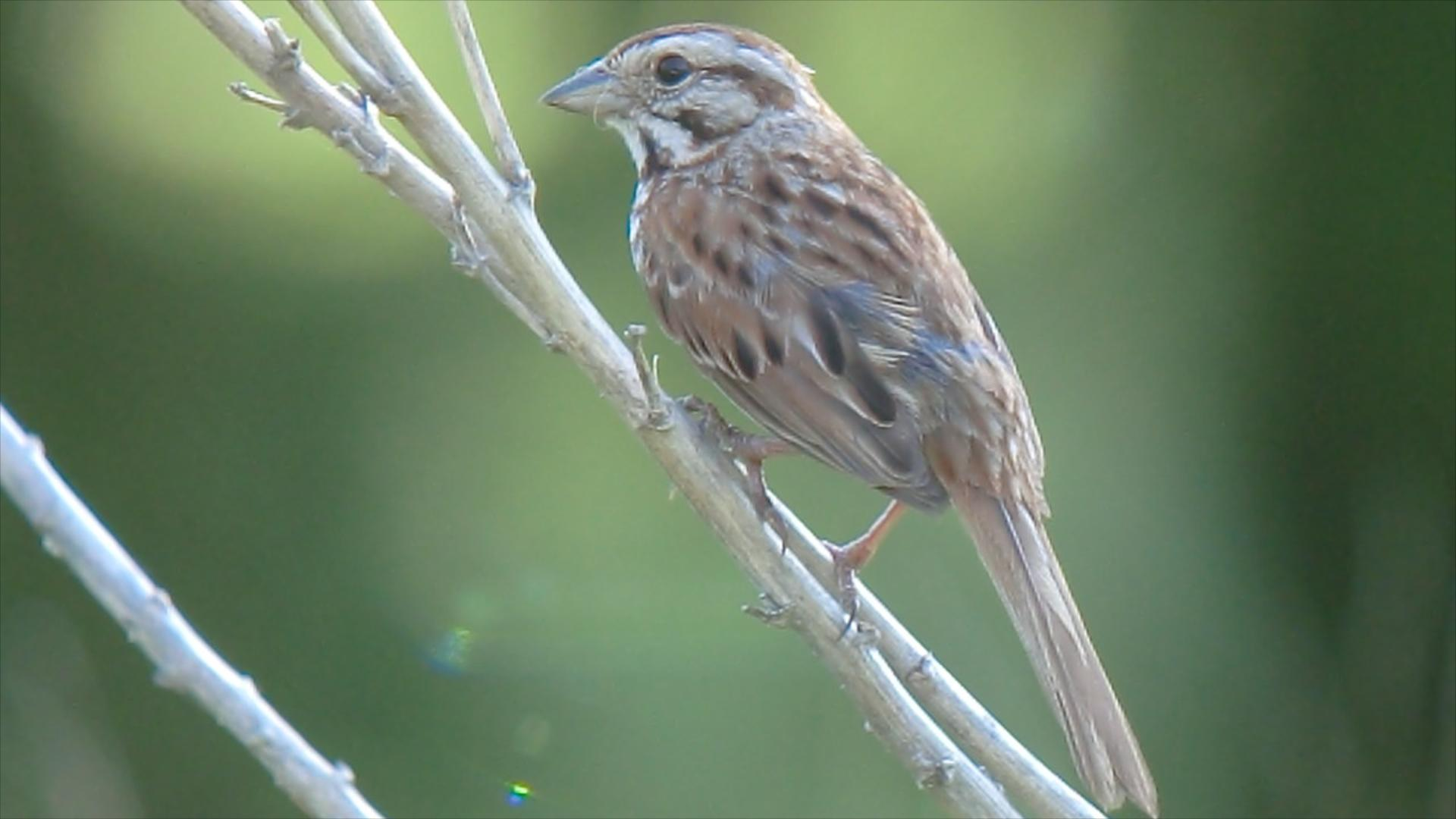
Melospiza melodia

L'uso delle vocalizzazioni è diffuso nelle specie aviarie e vengono spesso utilizzate per attirare i compagni. Diversi aspetti e caratteristiche del canto degli uccelli come struttura, ampiezza e frequenza si sono evoluti come risultato della selezione sessuale.
I grandi repertori di canzoni sono preferiti dalle femmine di molte specie aviarie. Un'ipotesi al riguardo è che il repertorio musicale sia correlato positivamente con la dimensione del nucleo di "controllo della canzone" (HVC - hyperstriatum ventrale, pars caudalis o high vocal center) del cervello. Un grande HVC indicherebbe il successo dello sviluppo. Nei Melospiza melodia, i maschi con ampi repertori avevano HVC più grandi, migliori condizioni corporee e rapporti eterofili-linfociti più bassi, indicando una migliore salute immunitaria. Ciò supporta l'idea che i passeri canori con ampi repertori di canzoni abbiano una migliore forma fisica durante la vita e che i repertori di canzoni siano indicatori onesti della "qualità" del maschio. Le possibili spiegazioni per questo adattamento includono benefici diretti per la femmina, come cure parentali superiori o difesa del territorio, e benefici indiretti, come buoni geni per la loro prole.
I canti dei Horornis diphone delle popolazioni insulari hanno una struttura acusticamente più semplice rispetto alle popolazioni della terraferma. La complessità del canto è correlata a livelli più elevati di selezione sessuale nelle popolazioni della terraferma, dimostrando che una struttura del canto più complessa è vantaggiosa in un ambiente con alti livelli di selezione sessuale. Un altro esempio è nei Malurus coronatus; i maschi più grandi di questa specie cantano canzoni pubblicitarie con una frequenza inferiore rispetto ai maschi rivali più piccoli. Poiché la dimensione corporea è una caratteristica di buona salute, le chiamate a frequenza più bassa sono una forma di segnalazione onesta. La correlazione negativa tra le dimensioni del corpo e la frequenza delle chiamate è supportata in più specie all'interno dei taxa. Nella Petronia petronia, la frequenza del canto è positivamente associata al successo riproduttivo. Una velocità di canto più lenta è associata all'età ed è preferita dalle donne. Lo stato riproduttivo dell'individuo viene comunicato attraverso una frequenza massima più elevata. È stata riscontrata anche una correlazione positiva tra età e frequenza di copulazione extra-coppia.
È noto anche che i richiami degli uccelli continuano dopo la formazione della coppia in diverse specie di uccelli socialmente monogame. In una popolazione sperimentale di Taeniopygia, è stata osservata una maggiore attività canora da parte del maschio dopo la riproduzione. Questo aumento è correlato positivamente con l'investimento riproduttivo del partner. Le femmine dei fringuelli venivano allevate in gabbie con due maschi successivi che differivano per la quantità variabile di produzione di canto. Le femmine producevano uova più grandi con più tuorli arancioni se accoppiate con un maschio con un'elevata produzione di canto. Ciò suggerisce che la quantità relativa di produzione di canti nei maschi di fringuello zebrato accoppiati potrebbe funzionare per stimolare il partner piuttosto che per attrarre più femmine.

### Mammiferi

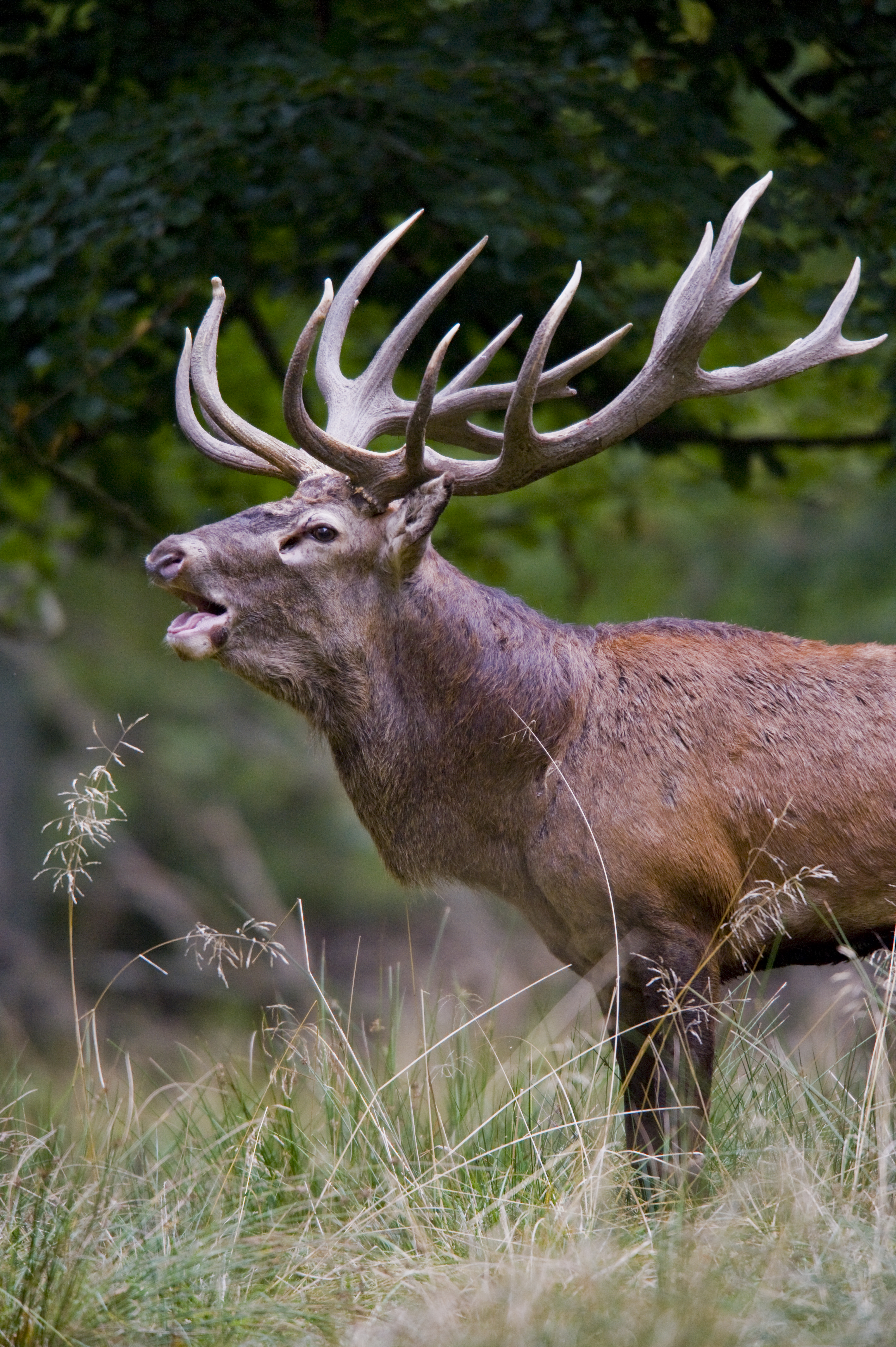
Cervo rosso che emette richiami d'amore

Durante la stagione riproduttiva, i mammiferi chiamano il sesso opposto. I koala maschi più grandi emettono un suono diverso rispetto ai koala più piccoli. Le femmine scelgono i maschi più grandi per i benefici indiretti che la loro prole potrebbe ereditare, come nascere con corpi più grandi. La competizione maschio-maschio è raramente esibita nei koala. La segnalazione acustica è un tipo di chiamata che può essere utilizzata da una distanza significativa che codifica la posizione, la condizione e l'identità di un organismo. I pipistrelli Emballonuridae mostrano segnali acustici, che vengono spesso interpretati come canti. Quando le femmine sentono queste canzoni, chiamate "fischio", invitano i maschi a riprodursi con un loro strillo. Questa azione è definita "chiamata dei sessi". Anche il cervo rosso e le iene macchiate, insieme ad altri mammiferi, eseguono segnali acustici.

### Anfibi

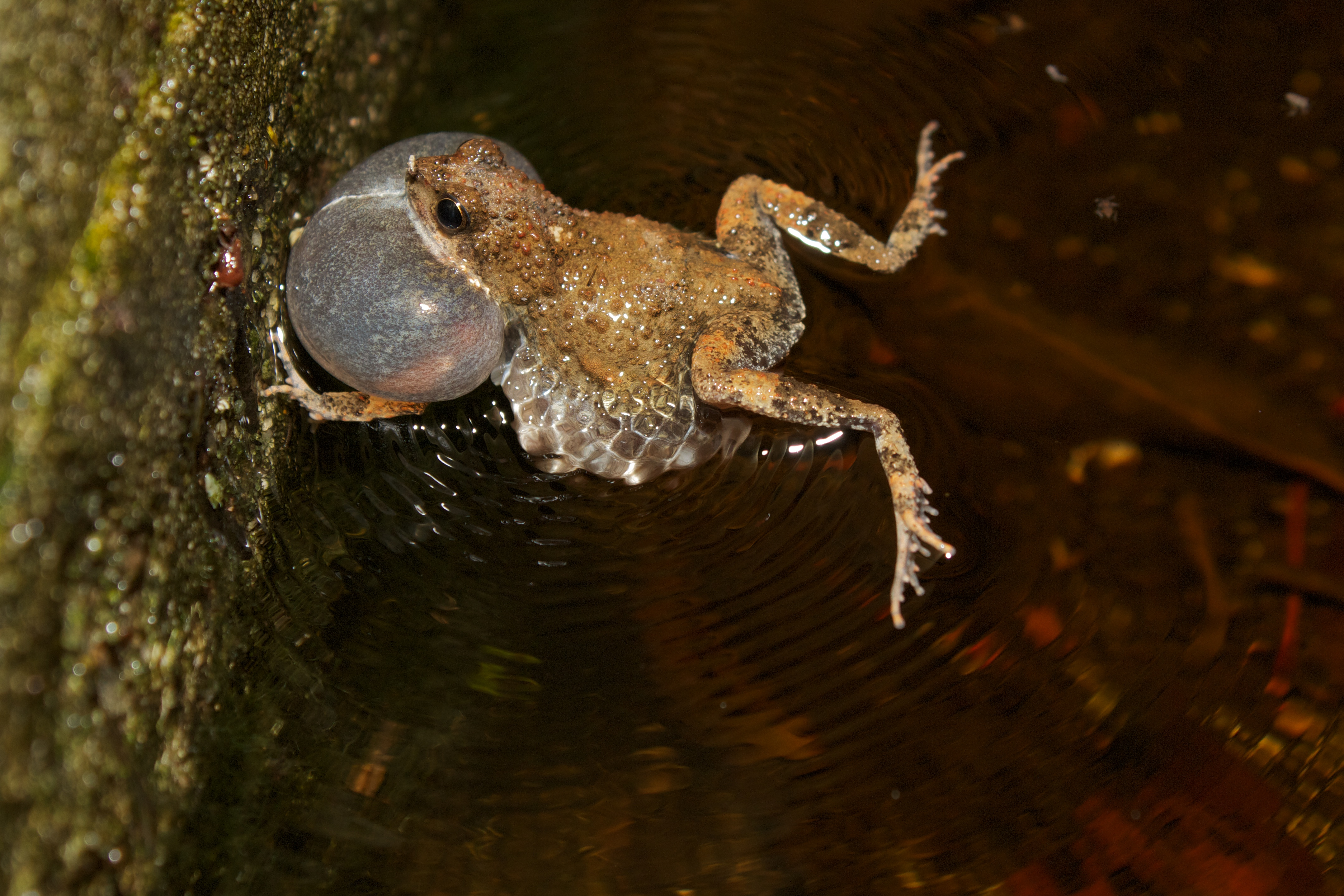
Engystomops pustulosus

La maggior parte delle rane utilizza una sacca d'aria situata sotto la bocca per produrre richiami d'amore. L'aria dai polmoni si incanala nella sacca d'aria per gonfiarla ed essa risuona per produrre un richiamo d'amore. La laringe è più grande e più sviluppata nei maschi, il che fa sì che il loro richiamo sia più forte.
Nella rana túngara, i maschi usano un verso lamentoso seguito da un massimo di sette richiami. La capacità di produrre richiami è dovuta a una massa fibrosa attaccata alle corde vocali della rana, che crea una vocalizzazione insolita simile ai canti a due voci trovati in alcuni uccelli.
Nel rospo comune, la competizione sessuale è guidata in gran parte dal combattimento: i maschi più grandi spesso spostano fisicamente altri maschi dalla schiena di una femmina per avere accesso all'accoppiamento con essa, infatti gli esemplari più grandi e più forti hanno solitamente un maggiore successo riproduttivo. Inoltre, le vocalizzazioni di questi rospi forniscono un segnale affidabile delle dimensioni corporee e quindi della capacità di combattimento, consentendo di risolvere le gare per il possesso delle femmine senza rischio di lesioni.
Nel rospo scavatore messicano, i maschi producono due tipi di richiami d'amore quando attirano le femmine per l'accoppiamento, entrambi con tonalità e scopo diversi. La chiamata d'amore principale è a tono singolo con tono ascendente, della durata di circa 1,36 secondi. La chiamata precedente a quella principale è un unico suono breve senza modulazione, ed ha una frequenza più alta rispetto alle chiamate della Dendropsophus ebraccatus. Questi segnali forniscono segnali affidabili alle femmine della forza e dell'abilità dei maschi.
Nelle rane Pseudophryne bibronii, i maschi aumentano la frequenza dei richiami in presenza di altri membri della specie.

### Insetti
Mentre i richiami d'amore negli insetti sono solitamente di tipo meccanico, come nei grilli, diverse specie di insetti usano vocalizzazioni per attirare i compagni. Nella specie Ostrinia furnacalis, i maschi emettono suoni schioccanti che imitano l'ecolocalizzazione dei pipistrelli che predano le falene. Quindi approfittano della risposta "congelante" della femmina per accoppiarsi con essa.
Nelle Arctiinae, invece, la femmina è in grado di distinguere tra i suoni emessi dai maschi e quelli emessi dai pipistrelli e da altri predatori. Di conseguenza, i maschi utilizzano il clic ultrasonico come segnale di accoppiamento più convenzionale, rispetto al canto di corteggiamento "ingannevole" utilizzato dalle Ostrinia furnacalis.

## Chiamate meccaniche
I richiami d'amore prendono forma anche attraverso processi meccanici. Gli animali che non sono in grado di vocalizzare il loro richiamo possono usare il loro corpo per attirare i compagni.

### Grilli
Nella specie Gryllus integer i maschi sfregano le ali per creare un rapido trillo che produce un suono. I maschi variano individualmente nella durata dei loro trilli o, come viene chiamato in modo più sofisticato, nella lunghezza, che in ogni maschio è ereditaria e trasmessa alla sua futura prole. Inoltre, le femmine preferiscono accoppiarsi con maschi che hanno una lunghezza maggiore. Il risultato finale è che i maschi che producono trilli più lunghi producono più prole rispetto ai maschi con trilli più brevi.
Altri fattori che influenzano la formazione di queste lunghezze includono la temperatura e la predazione. Nei Gryllus integer, i maschi preferiscono siti più caldi per l'accoppiamento, come dimostrato da un aumento della frequenza dei loro richiami d'amore quando vivevano in climi più caldi. La predazione influisce anche sui richiami d'amore di questo tipo di grilli. Quando si trovano in un ambiente potenzialmente pericoloso, i maschi smettono di effettuare i richiami d'amore per periodi di tempo più lunghi quando vengono interrotti dal segnale di un predatore. Ciò suggerisce che esiste un'interazione tra l'intensità del richiamo d'amore e il rischio di predazione.

### Sonazione
Il termine sonazione è descritto come la produzione deliberata di suoni, non dalla gola, ma piuttosto da strutture come il becco, le ali, la coda, i piedi e le penne del corpo, o mediante l'uso di strumenti. In diverse specie di anfibi e pesci vengono utilizzate altre strutture speciali per produrre suoni diversi per attirare i compagni. Gli uccelli sono utenti comuni della sonazione, sebbene sia stato dimostrato che diverse specie di anfibi e pesci utilizzano la sonazione anche come forma di richiamo d'amore. In generale, la sonazione è un fattore che influisce sul modo in cui una femmina può scegliere un compagno. Ci sono altre caratteristiche dell'accoppiamento come la difesa del territorio o del compagno, che contribuiscono alla ricerca di compagni adatti.
Ciascuna specie utilizza un metodo distinto per produrre un richiamo d'amore non vocale al fine di avere maggior successo nell'attrarre i compagni. Gli esempi riportati di seguito rappresentano i più comuni riscontrati in letteratura, anche se in natura possono esistere molti altri esempi ancora attualmente sconosciuti.

#### Uccelli

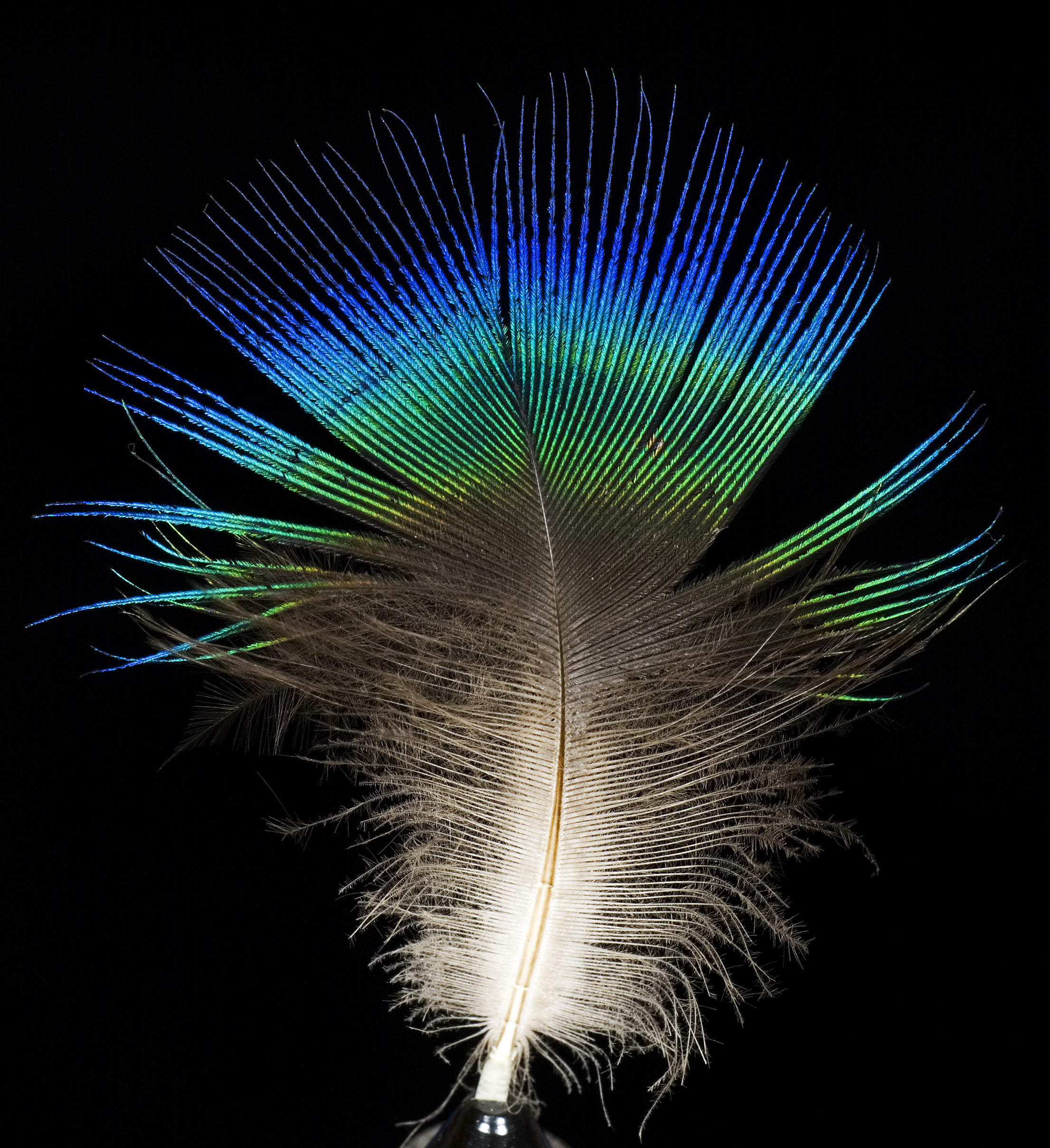
Piuma del maschio Pavo cristatus (pavone indiano). Queste piume vengono utilizzate nella sonazione per creare infrasuoni con l'intento di accoppiarsi.

Le piume, il becco, i piedi e diversi strumenti sono tutti utilizzati da diverse specie di uccelli per produrre richiami d'amore per attirare i compagni. Ad esempio, il beccaccino usa le sue piume per produrre un suono di "tamburo" per attirare i compagni durante una speciale danza di accoppiamento. I beccaccini utilizzano penne della coda specializzate per creare un suono descritto come un rumore "sonaglio" o "pulsante". I Cacatua delle palme usano dei bastoncini per tamburellare sugli alberi cavi, creando un forte rumore per attirare l'attenzione dei compagni. Gli Otididae sono grandi uccelli altamente terrestri che battono i piedi durante le manifestazioni di accoppiamento per attirare i compagni. La Mirafra apiata si cimenta in un complesso volo esibizionistico caratterizzato dal battito delle ali.
Molte specie di uccelli, come i pipridi e i colibrì, usano la sonazione per i richiami d'amore. Tuttavia, i pavoni mostrano una caratteristica della sonazione che rivela le proprietà intrasessuali e intersessuali di questo tipo di richiamo d'amore. I maschi muovono le penne per produrre una sonazione a bassa frequenza (infrasuoni) e sonano più frequentemente in risposta a una sonazione di altri maschi. Ciò è attribuibile al desiderio di un maschio di pubblicizzare la propria presenza al di sopra degli altri maschi in cerca di compagne, suggerendo che la sonazione svolge una funzione intrasessuale. Inoltre, le femmine mostrano una maggiore attenzione quando sentono i segnali infrasuoni prodotti dallo scuotimento delle ali dei maschi, il che evidenzia come i due sessi utilizzino la sonazione per interagire tra loro.

#### Pesci
Mentre la maggior parte delle specie di uccelli usa le piume, gli strumenti o i piedi per produrre suoni e attirare i compagni, molte specie di pesci utilizzano organi interni specializzati per sonare. Nei pesci Gadidae, muscoli speciali attaccati alla vescica natatoria aiutano nella produzione di colpi o grugniti per attirare i compagni.

#### Lepidotteri
In molte specie di lepidotteri, inclusa l'Ostrinia scapulalis, i richiami d'amore ultrasonici vengono utilizzati per attirare le femmine e mantenerle immobili durante l'accoppiamento. Questi impulsi hanno una frequenza media di 40 kHz.

## Speciazione dovuta a differenze di chiamata d'amore
Le differenze nei richiami d'amore possono portare alla separazione di diverse popolazioni all'interno di una specie. Queste differenze possono essere dovute a diversi fattori, tra cui le dimensioni corporee, la temperatura e altri fattori ecologici. Questi possono presentarsi sotto forma di variazioni tonali, temporali o comportamentali nei richiami d'amore che successivamente portano alla separazione delle popolazioni. Ciò può portare all'evoluzione e alla creazione di specie nuove e uniche.
Questo tipo di speciazione è molto spesso simpatrica: due o più specie vengono create da una specie madre esistente dove tutti gli esemplari di quest'ultima vivono nella stessa posizione geografica. Sebbene manchino ricerche su mammiferi e uccelli, questo fenomeno è stato ampiamente studiato. Gli esempi seguenti mettono in luce la speciazione dovuta alle differenze nei richiami d'amore in diverse specie di rane in tutto il mondo. Queste specie distinte sono incluse perché sono al centro della maggior parte della ricerca attuale.

### Microhyla olivaceaeMicrohyla carolinensis
Queste due specie di rane dalla bocca stretta vivono negli Stati Uniti meridionali e hanno areali sovrapposti in Texas e Oklahoma. I ricercatori hanno scoperto che queste due specie diverse alterano le frequenze del loro richiamo nella zona di sovrapposizione dei loro areali. Ad esempio, il richiamo d'amore della Microhyla olivacea ha una frequenza media significativamente inferiore nella zona di sovrapposizione rispetto al richiamo d'amore al di fuori di questa zona. Ciò porta i ricercatori a suggerire che le differenze nei richiami d'amore nella zona di sovrapposizione di M. olivacea e M. carolinensis agiscano come un meccanismo di isolamento tra le due specie. Si ipotizza inoltre che l'evoluzione di queste differenze nel richiamo d'amore abbia portato alla separazione di queste due diverse specie di rane da una specie comune.

### Engystomops petersi
Le preferenze femminili per specifici richiami d'amore maschile possono portare alla selezione sessuale. Le femmine possono preferire un tipo specifico di richiamo posseduto da alcuni maschi, in cui solo quei maschi saranno in grado di accoppiarsi con le femmine e trasmettere i loro geni e il richiamo d'amore specifico. Di conseguenza, questa preferenza femminile può portare alla divergenza di due specie.
Nelle rane amazzoniche, la selezione sessuale per i diversi richiami ha portato all'isolamento comportamentale e alla speciazione della rana túngara (Engystomops petersi). Dall'analisi genetica e delle chiamate d'amore, i ricercatori sono stati in grado di identificare che due popolazioni della rana túngara erano quasi completamente isolate dal punto di vista riproduttivo. Dalla loro ricerca, gli scienziati ritengono che le differenze nelle preferenze femminili per il tipo di richiamo d'amore abbiano portato all'evoluzione di questo processo di speciazione. Nello specifico, le femmine della popolazione Yasuní preferiscono il richiamo d'amore maschile che include un lamento, mentre l'altra popolazione non preferisce questo quest'ultimo tipo di richiamo. I maschi Yasuní includono infatti il lamento nel loro richiamo, mentre gli altri maschi no. Per questo motivo le differenze di richiamo hanno portato alla separazione meccanica di questa specie.

### Pseudacris triseriata

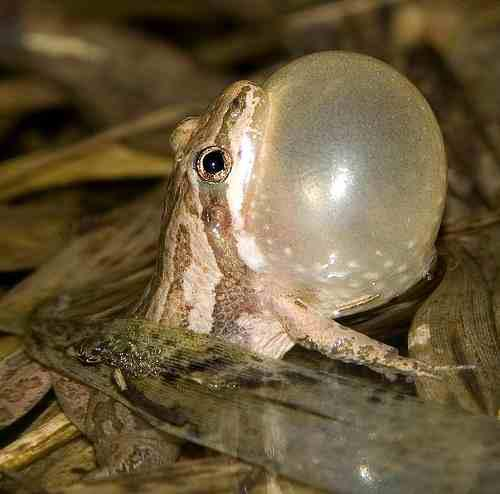
Una Pseudacris triseriata esegue un richiamo d'amore

Diversi studi hanno dimostrato che la specie Pseudacris triseriata può essere divisa in due sottospecie, P. t. maculata e P. t. triseriata, a causa di eventi di speciazione dovuti a differenze di richiami d'amore. La rana Pseudacris ha un areale molto vasto, dal Nuovo Messico al Canada meridionale. Queste due sottospecie hanno un areale sovrapposto dal South Dakota all'Oklahoma. In questo areale sovrapposto, sia la durata delle chiamate che le chiamate al secondo per ciascuna specie sono molto diverse da quelle al di fuori di questo areale. Ciò significa che i richiami di queste due sottospecie sono più simili al di fuori di questo areale e nettamente diversi all'interno di esso. Per questo motivo, gli scienziati suggeriscono che queste sottospecie si siano evolute da differenze nel tipo di richiamo d'amore. Inoltre, è raro che queste sottospecie abbiano una prole ibrida, il che suggerisce ulteriormente che esiste una speciazione completa dovuta alle differenze nei richiami d'amore, le quali aiutano anche a rafforzare il processo di speciazione.